# Cofre de Brescia

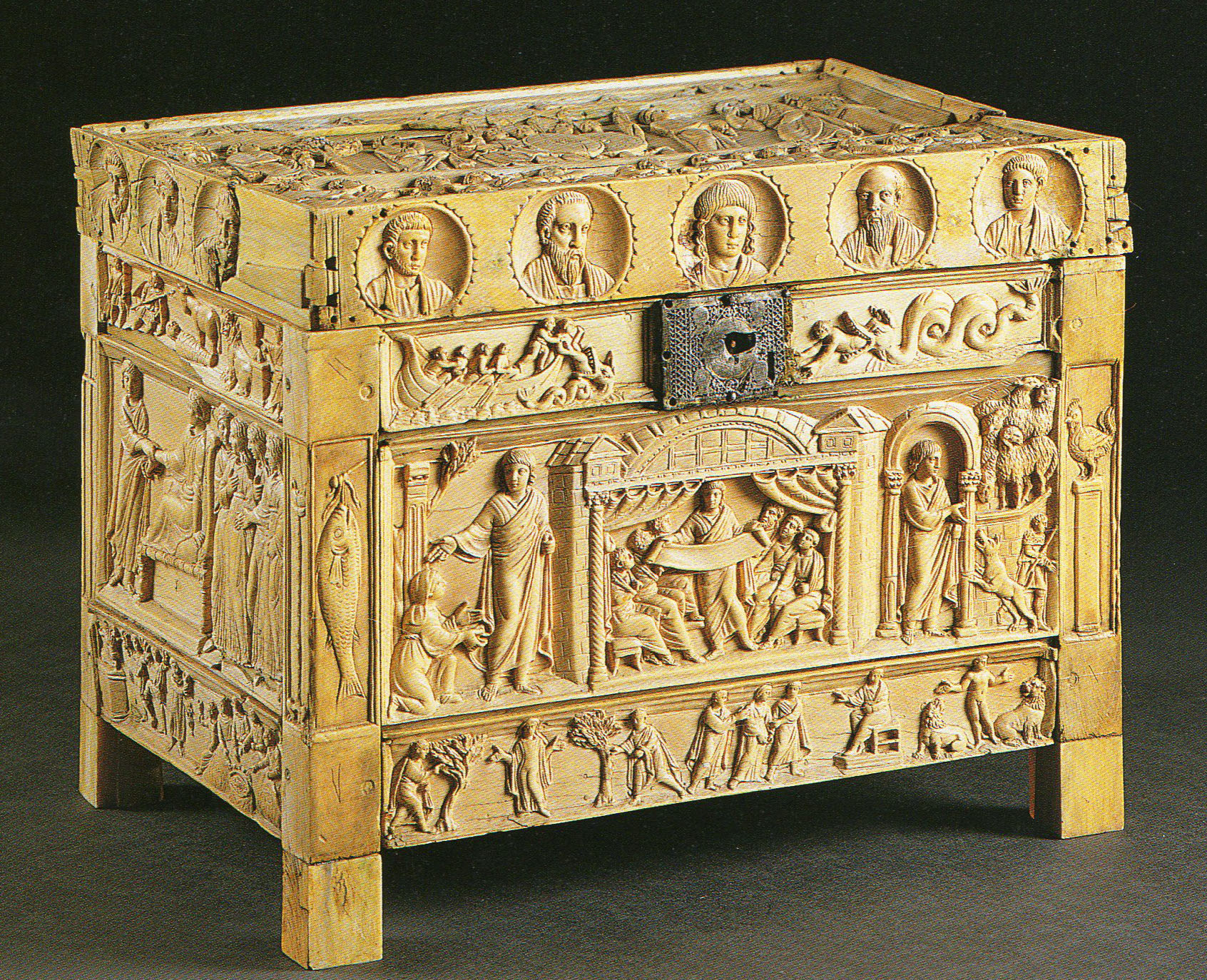
Cofre de Brescia.

El cofre de Brescia, también llamado lipsanoteca de Brescia  o relicario de Brescia, es una caja de marfil, tal vez un relicario, de finales del siglo IV, que se encuentra en el Museo de santa Julia en la iglesia de san Salvador en Brescia, Italia. Se trata de una supervivencia prácticamente única de una caja de marfil paleocristiana completa en buen estado general. Los 36 temas representados en ella representan una amplia gama de imágenes encontradas en el arte cristiano de la época, y su identificación ha generado una gran discusión histórico-artística, aunque la alta calidad de la talla nunca ha sido cuestionada. Según un erudito: "A pesar de la abundancia de exégesis ingeniosa y a menudo perspicaz, su fecha, uso, procedencia y significado siguen estando entre los enigmas más formidables y duraderos en el estudio del arte cristiano primitivo". 
La compleja iconografía de los cinco paneles que lo conforman se ilustra e identifica a continuación.

## Historia

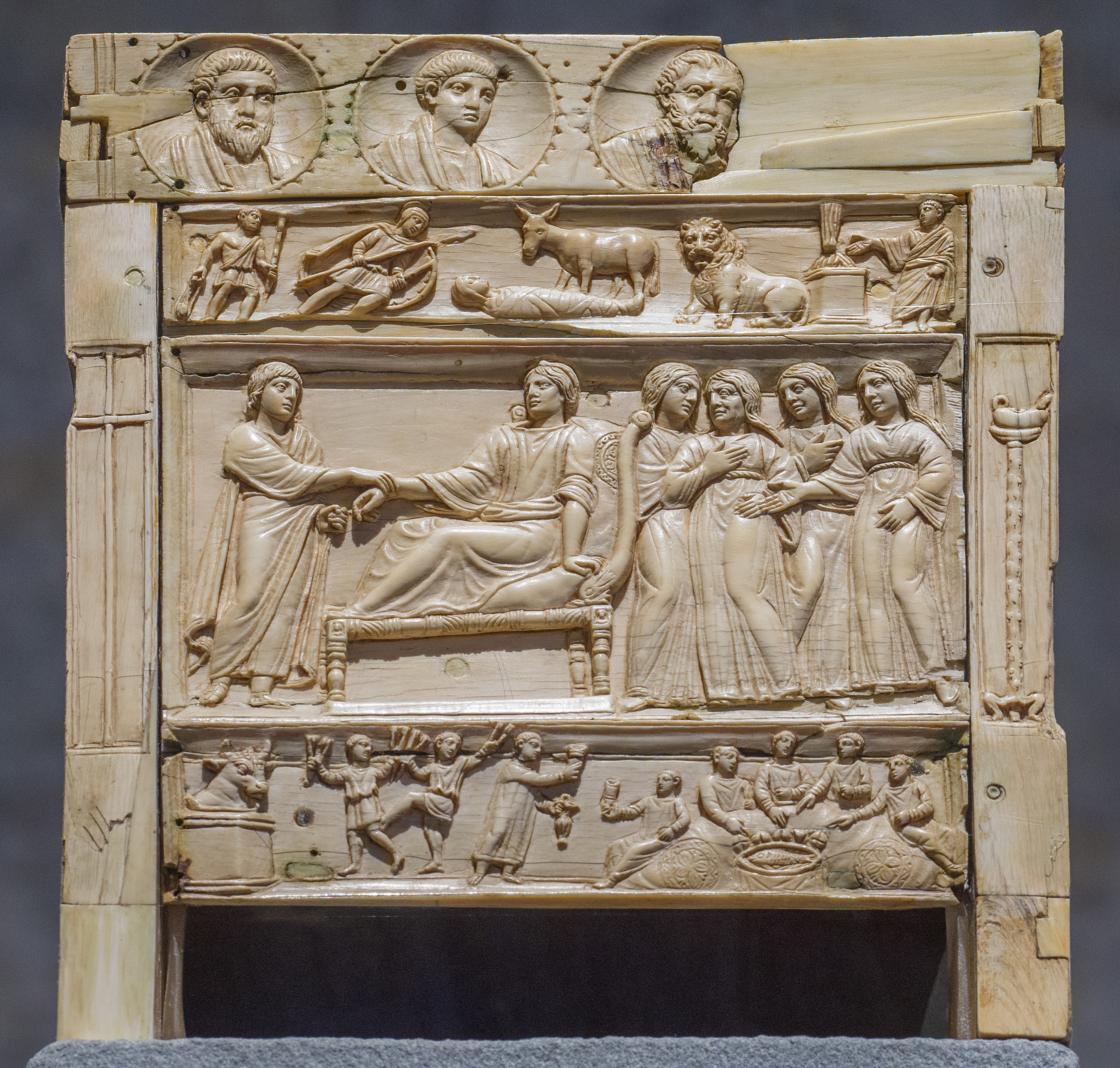
El lado izquierdo.

La caja fue realizada por un taller del norte de Italia, probablemente en Milán, donde San Ambrosio era obispo y luchaba contra la herejía arriana. Milán siempre se consideró el lugar de origen más probable, lo que se ha visto reforzado después de que las insignias en los escudos de los soldados fueran identificadas como las de una unidad de la Guardia Palatina estacionada en Milán a finales del siglo IV, cuando Milán era la residencia habitual de la corte imperial. La Notitia Dignitatum de la Biblioteca Bodleiana de Oxford registra estos diseños.  Una teoría, que se analiza a continuación, identifica la fecha con mucha precisión poco después de 386, cuando Ambrosio dirigió con éxito a la población ortodoxa en un enfrentamiento con la corte imperial de tendencia arriana. También se ha sugerido que se utilizó para guardar las reliquias de Gervasio y Protasio, dos santos mártires romanos milaneses cuyos restos fueron solemnemente desenterrados y trasladados en la época de Ambrosio, como consta en una carta suya. La placa de cerradura plateada es posterior, probablemente del siglo VIII, y las bisagras metálicas posteriores se quitaron en 1928.
No se sabe cuándo pasó a estar bajo la custodia del convento de San Salvador de Brescia, pero bien pudo haber sido poco después de su fundación en 753 por Desiderio, último de los reyes lombardos. Cualquiera que fuera su función original, se utilizó como relicario en la Edad Media, y en los documentos del monasterio se lo denominaba "sepulcro de marfil", posiblemente porque contenía una piedra extraída de la tumba de la Iglesia del Santo Sepulcro en Jerusalén. Desempeñó un papel especial en la liturgia pascual del monasterio, cuando al comienzo de la vigilia pascual se abría y se mostraba su contenido a la congregación. 
En 1798, con la supresión del convento tras la invasión napoleónica, fue trasladado a la Biblioteca Queriniana, la principal biblioteca de Brescia, y en 1882 enviado al museo que, tras algunos traslados, desde 1999 ocupa parte del antiguo convento, hogar original de la caja. En algún momento de este período fue desmantelado y los paneles expuestos se colocaron planos sobre un tablero formando una cruz con un marco. La caja fue restaurada y reensamblada en 1928.

## Descripción

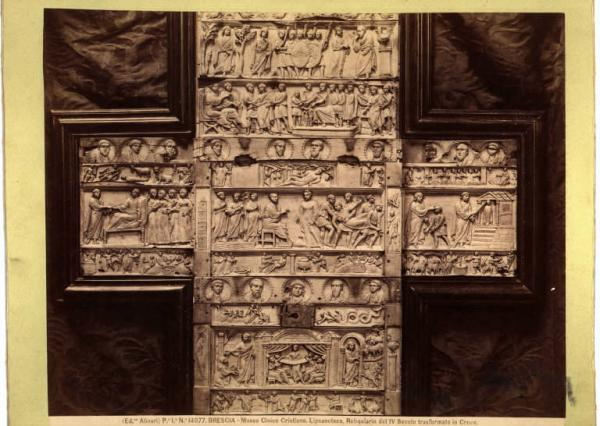
El cofre de Brescia desmantelado y enmarcado, tal como se exhibía antes de 1928.

El cofre es rectangular, con cinco caras, cuatro lados y tapa, sostenidos por un armazón interno de madera de nogal, sustituido cuando el cofre recuperó su formato original en 1928, cuando se le añadieron también los actuales pies cortos de marfil. Numerosas placas de marfil tallado están adheridas al marco, conformando una abundante decoración. El cofre mide 22 cm de alto, 32 cm de ancho y 25 cm de fondo.
Está cubierto con una profusión de pequeñas escenas religiosas talladas en relieve sobre marfil, extraídas tanto del Antiguo como del Nuevo Testamento. La tapa, que puede considerarse la cara más importante de una caja pequeña como ésta, presenta los relieves más grandes, con cinco escenas de la Pasión de Cristo en dos registros, y un pequeño registro superior con un friso de pájaros. Los cuatro lados siguen un diseño con un registro medio que contiene temas relativamente extensos del Nuevo Testamento. Arriba y debajo hay registros más estrechos con escenas del Antiguo Testamento, y en las esquinas estrechas imágenes verticales, solo una que contiene una figura humana, el resto objetos simbólicos. La parte superior de las caras laterales está rematada con un registro, en realidad los laterales de la tapa, de bustos de figuras masculinas en marcos redondos (clipea) ligeramente aplanados. Faltan dos de ellos; Originalmente habría un total de 17, cinco en el frente, cuatro en la parte trasera y cuatro (ahora falta uno) en cada lado. Se acepta que un Jesús joven e imberbe ocupa el centro del panel frontal, y probablemente esté rodeado por los Doce Apóstoles, con San Pablo sustituyendo a Judas, lo que suma 13. Se presume que los santos Pedro y Pablo son los dos hombres mayores con largas barbas que flanquean a Jesús. Las cuatro cabezas restantes, presumiblemente las de la cara posterior, podrían ser las de los Cuatro Evangelistas, lo que significaría repetición de temas, u otros santos.
Durante mucho tiempo se pensó que la selección de eventos no seguía un programa específico, aunque Delbrueck en su monografía de 1939 pudo demostrar que la mayoría de las escenas, incluidas muchas de las raras, describían hechos cubiertos en las lecturas del leccionario del período de Cuaresma y Pascua que se usaban en Milán en la época de Ambrosio, sobre los cuales se tiene una cantidad razonable de información de los escritos supervivientes de Ambrosio. Andrei Grabar en 1969 escribió que "Es fácil establecer la falta de cualquier vínculo (por gustos u opuestos) entre las escenas de ambos bordes (Antiguo Testamento) y las del panel central (Nuevo Testamento)".
Sin embargo, estudios más recientes han propuesto que el cofre de hecho muestra un programa coherente y cuidadosamente pensado, que comprende escenas tanto del Antiguo como del Nuevo Testamento, aunque los objetivos subyacentes de esto se han interpretado de manera diferente. Muchas de las escenas rara vez se representan en el arte superviviente, y a varias se les han propuesto nuevas identificaciones en las últimas décadas del siglo XX. Para Carolyn Joslin Watson, en una tesis de 1977 y un artículo en Gesta de 1981, la clave del programa reside en la política eclesiástica milanesa de la época y en la batalla de Ambrosio con los arrianos. Para Catherine Brown Tkacz, en un libro de 2001, el objetivo principal del programa es exponer a través de la tipología la unidad esencial de las dos partes de la Biblia cristiana, un objetivo común en el arte medieval posterior, que antes se pensaba que no se había presentado tan temprano.
La identificación de muchas de las escenas sigue siendo incierta, ya que posteriormente se propusieron nuevas identificaciones  y no todas las identificaciones estuvieron de acuerdo entre, por ejemplo, Watson en 1981, Tkacz en 2001 y Bayens en 2004. Las identificaciones principales aquí siguen a Watson, y a veces mencionan alternativas. Las notas de Watson resumen la mayoría de las demás identificaciones, pero no todas. Por ejemplo, la escena en el panel posterior que Watson llama Llamada de Andrés y Pedro por Jesús, que ella admite es un tema raro que no se conoce de otro modo en una composición similar, se identifica con la Transfiguración de Jesús por Tkacz, seguida por Bayens y un número de revisores. Esa también sería una descripción inusual, aunque de un tema mucho más común. La diferencia clave al leer la imagen es si las líneas onduladas sobre las que se encuentran las figuras representan nubes o agua. Los tres autores pueden relacionar el tema que han elegido con sus diferentes interpretaciones del esquema general decorativo.

### Tapa
|                                      | \| Friso de pájaros, con redes o telas.[nota 2] \| \| \| \| \| \| \| Jesús en el huerto de Getsemaní. \| Jesús en el huerto de Getsemaní. \| Prendimiento de Jesús. \| Prendimiento de Jesús. \| Negación de Pedro, con gallo cantando en un pedestal. \| Negación de Pedro, con gallo cantando en un pedestal. \| \| Jesús ante Anás y Caifás. \| Jesús ante Anás y Caifás. \| Jesús ante Anás y Caifás. \| Poncio Pilatos "se lava las manos" respecto a la sentencia de Jesús. \| Poncio Pilatos "se lava las manos" respecto a la sentencia de Jesús. \| Poncio Pilatos "se lava las manos" respecto a la sentencia de Jesús. \| |                           |                                                                      |                                                                      |                                                                      |
| Friso de pájaros, con redes o telas. | |                           |                                                                      |                                                                      |                                                                      |
| Jesús en el huerto de Getsemaní.     | Jesús en el huerto de Getsemaní. | Prendimiento de Jesús.    | Prendimiento de Jesús.                                               | Negación de Pedro, con gallo cantando en un pedestal.                | Negación de Pedro, con gallo cantando en un pedestal.                |
| Jesús ante Anás y Caifás.            | Jesús ante Anás y Caifás. | Jesús ante Anás y Caifás. | Poncio Pilatos "se lava las manos" respecto a la sentencia de Jesús. | Poncio Pilatos "se lava las manos" respecto a la sentencia de Jesús. | Poncio Pilatos "se lava las manos" respecto a la sentencia de Jesús. |

### Frente
| Apóstol. | Apóstol. | Apóstol – ¿Pedro?. | Apóstol – ¿Pedro?. | Jesús. | Apóstol – ¿Pablo?. | Apóstol – ¿Pablo?. | Apóstol. | Apóstol. |

| Pez. | Jonás tragado por la ballena.                             | Jonás tragado por la ballena.                             | Jonás tragado por la ballena.              | Cerradura plateada con motivos geométricos. | Cerradura plateada con motivos geométricos. | Jonás arrojado por la ballena.             | Jonás arrojado por la ballena.   | Jonás arrojado por la ballena.   | Gallo. |
| Pez. | Curación de la mujer con flujo de sangre (la hemorroísa). | Curación de la mujer con flujo de sangre (la hemorroísa). | Jesús enseñando en la sinagoga de Nazaret. | Jesús enseñando en la sinagoga de Nazaret.  | Jesús enseñando en la sinagoga de Nazaret.  | Jesús enseñando en la sinagoga de Nazaret. | Parábola de la oveja perdida.    | Parábola de la oveja perdida.    | Gallo. |
| Pez. | Susana y los viejos.                                      | Susana y los viejos.                                      | Juicio de Susana.                          | Juicio de Susana.                           | Juicio de Susana.                           | Juicio de Susana.                          | Daniel en el foso de los leones. | Daniel en el foso de los leones. | Gallo. |

### Lado derecho
| desaparecido | Apóstol. | Apóstol. | Apóstol. | Apóstol. | Apóstol. | Apóstol. |

| Árbol. | Moisés en el monte Horeb.            | Moisés en el monte Horeb.            | Muerte de los Siete Mártires Macabeos. | Muerte de los Siete Mártires Macabeos. | Moisés recibe las Tablas de la Ley. | Moisés recibe las Tablas de la Ley. | Altar y balanza. |
| Árbol. | La curación del ciego de nacimiento. | La curación del ciego de nacimiento. | La curación del ciego de nacimiento.   | Resurrección de Lázaro.                | Resurrección de Lázaro.             | Resurrección de Lázaro.             | Altar y balanza. |
| Árbol. | Jacob y Raquel en el pozo.           | Jacob y Raquel en el pozo.           | Jacob luchando con el ángel.           | Jacob luchando con el ángel.           | La escalera de Jacob.               | La escalera de Jacob.               | Altar y balanza. |

### Lado izquierdo
| Apóstol. | Apóstol. | Apóstol. | Apóstol. | Apóstol. | Apóstol. | desaparecido |

| Cruz. | David mata a Goliat.              | David mata a Goliat.          | Muerte del hombre de Dios con el asno y el león junto a él. | Muerte del hombre de Dios con el asno y el león junto a él. | Jeroboam en el altar de Betel. | Jeroboam en el altar de Betel. | Lámpara. |
| Cruz. | Resurrección de la hija de Jairo. |                               |                                                             |                                                             |                                |                                | Lámpara. |
| Cruz. | Adoración del Becerro de Oro.     | Adoración del Becerro de Oro. | Adoración del Becerro de Oro.                               | Fiesta del Becerro de Oro.                                  | Fiesta del Becerro de Oro.     | Fiesta del Becerro de Oro.     | Lámpara. |

### Reverso
| Apóstol, evangelista o santo. | Apóstol, evangelista o santo. | Apóstol, evangelista o santo. | Apóstol, evangelista o santo. | Apóstol, evangelista o santo. | Apóstol, evangelista o santo. | Apóstol, evangelista o santo. | Apóstol, evangelista o santo. |

| Torre. | Susana orante.                                         | Susana orante.                                         | Jonás acostado debajo de la calabaza. | Jonás acostado debajo de la calabaza. | Daniel y el Dragón.         | Daniel y el Dragón.         | Ahorcado, probablemente Judas Iscariote. |
| Torre. | Jesús llamando a Andrés y Pedro, o la Transfiguración. | Jesús llamando a Andrés y Pedro, o la Transfiguración. | Juicio de Ananías y Safira.           | Juicio de Ananías y Safira.           | Ananías se deja llevar.     | Ananías se deja llevar.     | Ahorcado, probablemente Judas Iscariote. |
| Torre. | Hallazgo de Moisés.                                    | Hallazgo de Moisés.                                    | Moisés mata al egipcio.               | Moisés mata al egipcio.               | Comida en la casa de Jetró. | Comida en la casa de Jetró. | Ahorcado, probablemente Judas Iscariote. |

## Comparaciones
Probablemente la comparación directa más cercana al cofre de Brescia es el cofre de Pola, encontrado en estado fragmentario bajo el suelo de una iglesia en Istria en 1906, que tiene menos escenas y bastante más convencionales. Otro cofre más pequeño, ahora desmantelado, con cuatro escenas de la Pasión se encuentra en el Museo Británico, que también alberga la mayoría de los paneles del muy posterior cofre anglosajón de Franks (un panel se encuentra en el Museo del Bargello, Florencia) el cual tiene sólo una escena cristiana, con otras de mitos nórdicos y la historia de Roma, e incluye textos que mezclan el latín y el inglés antiguo tanto en letras romanas como en runas anglosajonas. Sin embargo, comparte con el cofre de Brescia una gran complejidad programática y la misma capacidad para suscitar el debate académico; Parece claro que el significado completo de ambos habría representado un rompecabezas o una adivinanza, incluso para contemporáneos bien educados y acostumbrados a las iconografías de sus respectivos períodos. 